# R'hllor

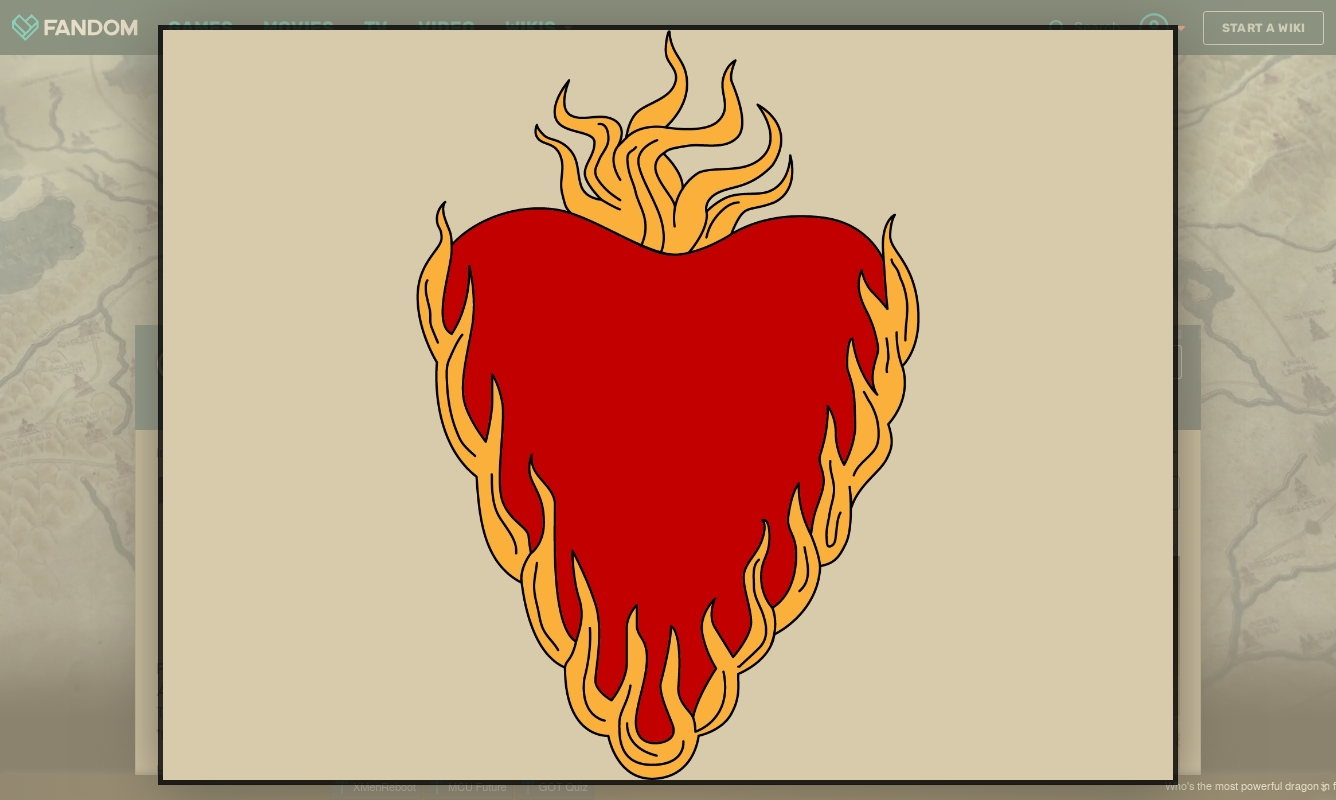
Znak R'hllora (Pána světla)

R'hllor, také znám jako Pán světla (ve vznešené valyrijštině Āeksios Ōño) je jeden z mnoha božstev ve světě Písně ledu a ohně. Je široce uctíván především na kontinentě Essos. Pán světla byl popsán jako „Ohnivý bůh“ a jeho duchovenstvo jsou „ohniví kněží“, protože jeho uctívání se zaměřuje na oheň a světlo. Víra v Pána světla je většinou náboženství v několika svobodných městech (viz Essos) a sahá až k Asshaii na vzdáleném východě. V Západozemí se téměř neuctívá.

## Víry
Náboženství Pána světla je založeno na víře v existenci dvou božstev: Bůh světla, lásky a radosti a Bůh temnoty, zla a strachu, kteří spolu neustále vedou válku. R'hllor tedy zastupuje světlo, teplo a život a bojuje proti temnotě, zimě a smrti zastoupené Velkým Jiným. Tímto dvojím pohledem tohoto náboženství na svět je způsobeno to, že jeho fanatičtí stoupenci věří, že Pán světla je jediný pravý bůh a ostatní božstva musí být svržena a spálena. 
Uctívání Pána světla zahrnuje idolizaci ohně a světla. Stíny jsou též důležité, neboť jsou „vytvořeny světlem“. Celkově se náboženství zaměřuje na proroctví a vize, která jsou obdržována skrze komunikaci s plameny. Současně je podle něj současný svět, ve kterém všichni žijí, považován za peklo, ale své věrné služebníky Pán světla od této temnoty osvobodí.
Stoupenci též věří v příchod vyvoleného válečníka, který se utká s přicházející temnotou - Zaslíbený vladař, nebo vladařka.

## Praktiky
Většina uctívacích praktik zahrnuje oheň. To může vést od jednoduchých hranic až po extrémy s lidskými oběťmi nevěřících. Symbol Pána svetla je ohnivé srdce. Všechny tyto obřady jsou vedeny rudými knězi nebo knežkami. Oblíbené rčení věřících zní: „Noc je temná a plná hrůz.“